# John Franklyn-Robbins
John Franklyn-Robbins (Cheltenham, 14 dicembre 1924 – Londra, 21 marzo 2009) è stato un attore e doppiatore britannico.

## Biografia
Ha studiato presso la Royal Academy of Dramatic Art ed ha cominciato con il teatro dandosi soprattutto alla rappresentazione di testi shakespeariani.
Ha invece iniziato a lavorare in televisione nel 1955 in numerose serie televisive.
È stato attivo fino al 2007 quando recitò nel film La bussola d'oro; morì due anni dopo, nel 2009, a 84 anni.

## Filmografia parziale

### Cinema
- La morte dietro il cancello (Asylum), regia di Roy Ward Baker (1972)
- Dr. Jekyll e Miss Hyde (Dr. Jekyll and Mrs. Hyde), regia di David Price (1995)
- Lolita, regia di Adrian Lyne (1997)
- La fiera della vanità (Vanity Fair), regia di Mira Nair (2004)
- La bussola d'oro (The Golden Compass), regia di Chris Weitz (2007)

### Televisione
- The Protectors – serie TV, episodio 1x06 (1964)

## Doppiatori italiani
- Sergio Graziani in Dr. Jekyll e Miss Hyde, La fiera della vanità
- Vincenzo Ferro in La bussola d'oro